# Orosz Margit
Orosz Margit (asszonynevén Máté Istvánné; Miskolc, 1956. augusztus 30. –) magyar költő, író, pedagógus, a Montázsmagazin újságírója.

## Életrajz
A „Bánvölgye poétájá”-nak is nevezik. Édesapja hivatalnok, de több pedagógus volt a családjában. Két lánya született. Jelenleg Bánhorvátiban él és alkot.
Nem fontos az, hogy széles országúton poroszkálva járjunk, fontosabb az, hogy magunk után egy-két lábnyomot hagyjunk.

## Munkássága
Írásaival már az 1970-es évek végén, a 80-as években találkozhattak az olvasók az IM-ben, az Észak-Magyarországban, a Napjaink folyóiratban. Az elmúlt időszakban olyan irodalmi, művészeti folyóiratok közölték verseit, mint például: a Holnap Magazin, a Délibáb, a Főnix Dala, A Hetedik, Kláris, Délibáb, Montázsmagazin, Magyar Múzsa, Agria, Kaptárkövek, Életünk – Az európai magyar katolikusok lapja, Muravidék, Garabontziás, Alkotó, Vár, Jel, Dunapartmagazin és online felületek.
Első kötete 2013-ban jelent meg Tűnődések címmel az „Alkotók és alkotások” sorozatban a Tompa Mihály Gömöri Kulturális Egyesület gondozásában. Második kötete A csend hangjai 2015-ben került kiadásra, 2018-ban két kötete látott napvilágot: a Lelkek zenéje és a Gyermektükör. Ez utóbbival a gyermekeket szólítja meg.
Köteteit nemcsak szűkebb környezetének ajánlja, hiszen tartottak könyvbemutatót többek között Budapesten, Miskolcon, Debrecenben, sok magyar városban, településen, sőt határon túli városokban is.
Versei üzenetét szívesen adják tovább tanítványai ünnepélyeken, író-olvasó találkozókon. Néhány műve megzenésített változatban is elérhető az érdeklődők számára. Felkérésekre fővárosi, megyei, városi, községi irodalmi, kulturális rendezvényeken vesz részt versmondással, illetve önálló esttel. Olykor előadásokat tart irodalmi témákban általános és középiskolákban. Elsődlegesen a TIT keretei között. A Montázsmagazinban és a Kláris kulturális, művészeti folyóiratban rendszeresen jelennek meg írásai: esszéi, interjúi, kulturális rendezvényekről szóló beszámolói. Városi és községi vers- és prózamondó versenyek zsűrijének állandó résztvevője.

### Költészete
Elsősorban természeti környezetéről, szülőföldről, hazaszeretetről, hagyományok tiszteletéről szólnak művei, de a gyermekversek is megjelennek repertoárjában.
Írásai titkokat rejtenek, de kiolvasható belőlük a nemzet, a haza, anyanyelvünk sorsán, a hektikus világunk ellentmondásain aggódó ember, az anya, a pedagógus, a társ vallomásai, s az idők szavát is megértjük, ha a sorok között olvasunk.

## Művei
- Tűnődések (verseskötet, 2013)[1][2]
- A csend hangjai (2015)
- Tollas Tibor: Hazafelé című versének komplex elemzése
- „Keresek egy csodát, egy titkot” – Ady Endre nyomában (tanulmány)
- Kégl Ildikó: Tárgyiasult gondolatok 2. Értékek Borsodból, Abaújból és Zemplénből című könyv nyitó verse (Borsod-Abaúj-Zemplén Megyei Önkormányzat, 2016)
- Lelkek zenéje (2018)
- Gyermektükör – Panna kalandjai és más gyermekversek, mesék (2018)
- Percidő (hangoskönyv, 2020)
- Vésett idő – Válogatott versek (Rím Könyvkiadó 2020, ISBN 978-615-5266-93-5)
- Ágoston dala – Gyermekversek, Gór Mihály rajzaival, kifestőkönyv melléklettel (BÍRÓ family Nyomda és Könyvkiadó 2022, ISBN 978-615-6031-68-6)
- Hegyek hajlatán (Rím Könyvkiadó, 2024)

### Antológiákban
- Láthatatlan falak – Holnap Magazin (2013)
- Ébredő idő – Holnap Magazin (2014)
- Égő csillagokkal Angyalok kelnek – Az Allegória Irodalom- Művészeti és Közösségi Portál karácsonyi antológiája (2014)
- Ünnepi csend – Irodalmi Rádió (2016)
- Szárnyakat adni (Pedagógus írók és költők antológiája) – Irodalmi Rádió (2017)
- A nyár varázsa – A Montázsmagazin antológiája (2018)
- Lelkek iskolája (Pedagógus alkotók antológiája) – Irodalmi Rádió (2018)
- Szinva-parti sztorik (Miskolci antológia) – Irodalmi Rádió (2018)[3]
- Ész-szív összehangoló (Szépirodalmi antológia) – Irodalmi Rádió (2018)
- Szárnypróbálgatók 2019 Magyar anyanyelvű alkotók országos antológiája
- Aranyhíd antológia – Idővel érik a gyümölcs – Adrianus Kiadó (2018)
- Szó-kincs antológia – Aposztróf Kiadó (2019)
- Kláris antológia (2019)
- Szeretem az állatokat – A Montázsmagazin antológiája 2019
- Kláris antológia (2020)
- Délibáb antológia (2020)
- Kláris antológia (Uránusz Kiadó, 2021)
- Új tavasz (Uránusz Kiadó, 2022)
- Számadás – A Montázsmagazin antológiája 2022 (Wing Kiadó)
- Meseerdő Gyermekantológia (Uránusz Kiadó, 2022)
- Krúdy antológia (2022)
- Krúdy asztalánál (Krúdy Irodalmi Kör, 2023)
- Megrostált betűk (Magyar Múzsa versantológia, 2024)

### Egyéb írásai
- B. Mester Éva: Könnyűvé válni; Recenzió (Irodalmi Rádió, 2021)
- Kulimár János: Örökre velem maradsz; Válogatott versek; Ajánló (2022)
- Drotleff Zoltán: Határtalan fényben; Versek; Recenzió (Hungarovox Kiadó, 2023)

## Tagságai
- Cserhát Művészkör (Budapest)
- Főnix Irodalmi Kör (Debrecen)
- Irodalmi Rádió
- Kortárs Költők Társasága
- Poet költők csoportja
- A Hetedik – kortárs magyar írók és költők csoportja
- Krúdy Irodalmi Kör
- Magyar Újságírók Közössége
- Magyar Nemzeti Írószövetség
- Vörösmarty Társaság Székesfehérvár
- I.R.K.A. – Irodalmi és Képzőművész Asztaltársaság

## Díjai, kitüntetései
- Megyei Pedagógiai Díj kiemelkedő nevelő-oktató és kulturális munkáért (2009)
- Németh László-díj miniszteri kitüntetés (2015)
- Pedagógus Szolgálati Emlékérem (2016)
- Országos Mécs László Irodalmi Díj (2018)
- "Szárnypróbálgatók 2019" Országos Irodalmi Díj bronz fokozat líra kategóriában[4]
- Montázsmagazin Alkotói díj  (2019)
- Kláris Nívódíj II. fokozat (2020)
- Bánhorváti község díszpolgára (2020. augusztus 20.)
- A Magyar Kultúra Lovagja (2021)[5]
- Krúdy-emlékérem bronz fokozata (2022)[6]
- Kláris Nívódíj I. fokozat (2023)
- Krúdy-ezüstérem (2023)

### Egyéb elismerések
- Art-díj Cserhát Művészkör (2014)
- "Aranydiplomás költői cím" Cserhát Művészkör (2015)
- Az év pedagógus költője – Irodalmi Rádió elismerő oklevele (2015)
- "Út a boldogsághoz" pályázat elismerő oklevele – Irodalmi Rádió (2016)
- "Hit és Remény" pályázat elismerő oklevele – Irodalmi Rádió (2017)
- "Szülőnek lenni" pályázat elismerő oklevele – Irodalmi Rádió (2017)
- József Attila Emlékdíj – Cserhát Művészkör (2017)
- Római Sas Birodalma Lovagrend Kulturális Hivatalának tagja